# Misao Okawa
Misao Okawa (n. 5 martie 1898, Kita-ku⁠(d), Prefectura Osaka, Japonia – d. 1 aprilie 2015, Osaka, Japonia) a fost o supercentenară japoneză.